# Springfrø
Springfrø (Rana dalmatina) er en frø i slægten Rana i familien af egentlige frøer. Springfrøen findes primært i Central- og Østeuropa med vestgrænse i Frankrig, østgrænse i Rumænien og Bulgarien, og sydgrænse i Italien og Grækenland. Springfrøen er almindelig i de sydøstlige dele af Danmark, men den mangler i hele Jylland og mod nord i resten af Danmark.
Springfrøen er fredet ligesom alle andre danske padder.